# Kanton Chacala
Der Kanton Chacala ist ein Gemeindebezirk im Departamento Potosí im südamerikanischen Anden-Staat Bolivien.

## Lage im Nahraum
Der Cantón Chacala ist einer von fünf Kantonen im Landkreis (bolivianisch: Municipio) Uyuni in der Provinz Antonio Quijarro. Er grenzt im Norden an den Kanton Coroma, im Westen an den Salar de Uyuni in der Provinz Nor Lípez, im Süden an den Kanton Uyuni und im Osten an das Municipio Tomave.
Der Kanton erstreckt sich zwischen etwa 20°00' und 20°15' südlicher Breite und 66°41' und 67°10' westlicher Länge. Es misst von Norden nach Süden bis zu 25 Kilometer, von Westen nach Osten bis zu 50 Kilometer. Im nördlichen Teil des Kantons liegt der zentrale Ort des Kantons, Chita, mit 150 Einwohnern, bevölkerungsreichste Ortschaft im Kanton ist Chacala mit 275 Einwohnern (2001). Die mittlere Höhe des Kantons liegt bei 3900 m.

## Geographie
Der Kanton Chacala liegt am östlichen Rand des bolivianischen Altiplano zwischen dem Salzsee Salar de Uyuni und der Cordillera Azanaques, die ein Teil der Gebirgskette der Cordillera Central ist. Das Klima ist ein typisches Tageszeitenklima, bei dem die täglichen Temperaturschwankungen stärker ausfallen als die Schwankungen zwischen den Jahreszeiten.
Die mittlere Durchschnittstemperatur der Region liegt bei knapp 9 °C (siehe Klimadiagramm Uyuni) und schwankt zwischen 4 und 5 °C im Juni und Juli und 11 bis 12 °C in den Sommermonaten von November bis März. Der Jahresniederschlag beträgt nur knapp 150 mm, bei einer ausgeprägten Trockenzeit von April bis November mit Monatsniederschlägen unter 10 mm, mit einem Höchstwert von 45 mm im Januar.

## Bevölkerung
Die Bevölkerungszahl in dem Kanton ist zwischen den beiden letzten registrierten Volkszählungen um knapp ein Fünftel angestiegen. Die Daten der Volkszählung 2012 liegen noch nicht vor:
| Jahr | Einwohner | Quelle           |
| ---- | --------- | ---------------- |
| 1992 | 490       | Volkszählung     |
| 2001 | 576       | Volkszählung     |
| 2012 | .         | noch keine Daten |

Die Bevölkerungsdichte im Municipio Uyuni betrug 2,4 Einwohner/km² bei der letzten Volkszählung von 2001, die Lebenserwartung der Neugeborenen im Municipio lag bei 62 Jahren. 
Der Alphabetisierungsgrad bei den über 19-Jährigen im Municipio Uyuni beträgt 84 Prozent, und zwar 94 Prozent bei Männern und 76 Prozent bei Frauen (2001).
Die Region weist einen hohen Anteil an Quechua-Bevölkerung auf, im Municipio Uyuni sprechen 43,4 % der Bevölkerung die Quechua-Sprache.

## Gliederung
Der Cantón Chacala ist in vier Subkantone (bolivianisch: Vicecantones) untergliedert:
- Vicecantón Chacala – 10 Gemeinden – 344 Einwohner (2001)
- Vicecantón Jaruma – 3 Gemeinden – 46 Einwohner
- Vicecantón Urachata – 1 Gemeinde – 36 Einwohner
- Vicecantón Chita – 1 Gemeinde – 150 Einwohner